# 피에르 드 마리보
피에르 카를레 드 샹블랭 드 마리보(프랑스어: Pierre Carlet de Chamblain de Marivaux, 1688년 2월 4일 ~ 1763년 2월 12일)는 프랑스의 극작가이자 소설가이다. 긴 이름을 줄여서 흔히 피에르 드 마리보 혹은 마리보라고 부른다.

## 생애
아버지는 조폐국장을 지냈으며, 어린 시절은 리옹에서 자랐고 커서는 리모주에서 보내면서 그 동안 법률을 배워 1712년에 파리로 나왔다. 퐁트넬, 라모트 등과 사귀어 그 소개로 랑베르 후작부인이나 상탕부인의 살롱에 출입했다.
문학에 뜻을 두어 처음에는 두세 가지 소설에 손을 댔으나 성공하지 못했고 1720년에 처음으로 비극 <안니바르>를 프랑스 극장에서 상연, 극작가로서의 첫출발을 했다. 이 비극은 실패로 끝나고 말았으나 그 해 <사랑과 진실> <사랑으로 연마된 아를르캥>의 두 희곡을 이탈리아 극장에서 상연, 특히 후자는 성공을 거두어 이 극단과의 오랜 교섭이 시작된다.
그 해 로의 경제정책 파탄으로 재산을 잃은 그는 생활을 위해 <르 스펙타퇴르 프랑세>(1722-23)를 비롯한 정기 간행물을 혼자서 편집, 발행했다. 여기에는 사회비평가로서의 수완보다 오히려 자기를 표현하는 일이 적었던 그의 모랄리스트로서의 인품을 엿볼 수 있겠다.
그는 평생에 40편 이상의 희극을 썼으며 그 주요한 것은 1722년의 <사랑의 기습>, 23년에 <이중의 외도>, 27년의 <제2의 사랑의 기습>, 30년에 <사랑과 우연의 장난>, 37년에 <허위의 고백>, 40년에 <시련> 등이고, 생전에 상연된 29편의 희극 가운데에서 프랑스 극단에 위임된 것은 10편이었다. 그 나머지는 모두 당시의 '현대인의 자유로운 극단'이었던 이탈리아 극단을 위해 쓰여졌으며 코메디아 델 아르테의 메커니즘 속에 경쾌하고 미묘한 정신을 확립시켰다.

## 작품 세계
마리보는 소수의 예외를 제외하고는 항상 하나의 테마, 즉 고백 이전의 상호간에 모색하는 사랑의 마음을 꾸준히 묘사했다. 이 은밀한 감정은 자존심·수치심에서 나온 온갖 장애(오해나 질투나 속이 뻔한 거짓말) 등에 부딪히면서도 마지막의 '사랑의 고백'이라는 환희의 순간을 향해 인도되어 간다. 마리보 연극의 희극성은 바로 이 점에 있다고 하겠으며 관객으로서는 이미 명확해진 이 감정의 여로를 주인공만이 알아차리지 못한 채 무익한 우여곡절을 겪는 모습은 관객의 미소를 자아내게 하지 않을 수 없었던 것이다. 그리고 이 영혼의 미소라는 희극미가 당시에 절대적인 영향력을 지녔던 몰리에르 및 그 후계들의 그것과 본질적으로 달랐음은 명확하다. 여기서는 성격의 전형이나 풍속묘사는 그 흔적을 감추고 소극적(笑劇的)인 수법도 단역 가운데에서 겨우 약간을 찾아 볼 수 있을 뿐이다.
고전희극에서는 줄거리의 일부에 불과했던 연애를 확대시켜 유일한 테마로 하고, 이를 독자적인 작극법과 문체로 처리하여 마리보는 프랑스 희극사에 연애심리극이라는 새로운 분야를 개척했다. 라신에서 발단된 이 흐름은 19세기의 뮈세, 포르토리슈에게로 계승된다. 미묘한 여성심리를 다루는 극단적으로서의 세련된 수법은 동시대인으로부터 마리보다즈(마리보 취미)라고 불려, 때로는 비판을 받기도 했으나 오늘날에 와서 그의 작품은 심리주의적 고전으로서 널리 애호되고 있다.
소설가로서의 마리보도 오늘날 재평가되고 있어 <마리안의 일생>(1731-41) <벼락부자가 된 농부>(1734-35)의 두 장편은 모두 서민을 주인공으로 사실적인 풍속묘사나 심리묘사에 근대소설에의 접근을 느낄 수 있다.

## 참고 자료
- 이 문서에는 다음커뮤니케이션(현 카카오)에서 GFDL 또는 CC-SA 라이선스로 배포한 글로벌 세계대백과사전의 내용을 기초로 작성된 글이 포함되어 있습니다.